# Expedición 11
La Expedición 11 fue la undécima estancia de larga duración en la Estación Espacial Internacional.

## Tripulación
| Posición             | Astronauta                                     |                                                |
| -------------------- | ---------------------------------------------- | ---------------------------------------------- |
| Comandante           | Serguéi K. Krikaliov, RSA Sexto vuelo espacial | Serguéi K. Krikaliov, RSA Sexto vuelo espacial |
| Ingeniero de vuelo 1 | John L. Phillips, NASA Segundo vuelo espacial  | John L. Phillips, NASA Segundo vuelo espacial  |

## Parámetros de la misión
- Perigeo: ~384 km
- Apogeo: ~396 km
- Inclinación: ~51.6°
- Período: ~92 min

- Acoplamiento: Soyuz TMA-6 - 17 de abril de 2005, 06:15 UTC
- Desacoplamiento: Soyuz TMA-6 - 10 de octubre de 2005, 21:49 UTC
- Tiempo acoplamiento: ~176 días